# Swarloka
Swarloka, Swarga – sfera w zaświatach, trzecia pośród saptaloka. Jest siedzibą i niebem Indry. Nazywana jest Światem Mahendry (Światem Wielkiego Indry) w komentarzu Jogabhaszja do wersu III.26 Jogasutr Patańdźalego.

## Braminizm
Mitologia bramińska swarlokę określa terminami:
- Swarga
- Trinaka
- Triwisztapa
- Nakaprisztha

Niezależnie jednak od formy, terminy te oznaczają raj boga Indry

## Bhagawadgita
W treści Bhagawadgity (9.20), swarga to pośrednia kraina niebiańska. Zamieszkują ją bóstwa i zmarli (pitry), którzy za życia prowadzili cnotliwe życie, modlili się do bóstw i spełniali dedykowane bóstwom ofiary jadźńa. Pełni dla nich rolę raju. Jednak gdy wyczerpie się ich dobra karma, nagromadzona wskutek pobożnego życia w zgodzie z dharmą, będą zmuszeni opuścić swargę i ponownie reinkarnować na Ziemi. Według wykładni nauk z Bhagawadgity, osiągnięcie swargi nie jest równoznaczne z uzyskaniem wyzwolenia.

## Jogabhaszja
Wjasa opisuje, iż swarlokę zamieszkuje sześć klas istot niebiańskich (dewaicznych):
- grupa trzydziestu trzech
- agniszwatta
- jamja
- tuszita
- aparinirmitawaśawartin
- parinirmitawaśawartin

Wszystkie posiadają samorodne ciała, umiejętności aiśwarja, czyli osiem wielkich siddhi, a siłą woli potrafią spełniać swoje pragnienia. Czas ich życia to jedna kalpa.
Mieszkańcy świata Indry doświadczają rozkoszy (kama). Ich życzenia spełniają najpiękniejsze i najczulsze z nimf (apsary).

## Wisznupurana
Swargaloka, jako Sfera Nieba zawiera się w przestrzeni pomiędzy Słońcem a  Gwiazdą Polarną (Dhruwa). Tak jak i na bhurloce (czyli Ziemi),  mieszkańcy tej sfery nie są wolni od odpowiedzialności za skutki swoich czynów (obowiązuje prawo karmy).

## Krijajoga
Filozofia krijajogi nazywa swarlokę terminem mahaśunja (Wielka pustka).

## W polskiej kulturze
Polskim odpowiednikiem Swarloki jest swarga (niebiosa), patrz Swaróg.